# Jakov Dugandžić
Jakov Dugandžić (Čitluk, kraj Mostara, 1. prosinca 1905. – koncentracijski logor Stara Gradiška, listopad 1941.) je bio sudionik Narodnooslobdilačke borbe i narodni heroj Jugoslavije.

## Životopis
Rođen je 1905. godine u Čitluku, kraj Mostara. Od lipnja 1930. godine, radio je u „Zagrebačkom električnom tramvaju”. Aktivno je radio na organiziranju sindikata među radnicima u ZET-u. Godine 1934., bio je uhićen zbog ilegalnog revolucionarnog rada. U zatvoru je proveo šest mjeseci, ali pošto Sudu za zaštitu države ništa nije priznao, pušten je zbog nedostatka dokaza.
Godine 1935., postao je članom Komunističke partije Jugoslavije. Sudjelovao je u radničkim demonstracijama, a 1936. je bio jedan od organizatora višednevnog štrajka tramvajskih radnika. U organizaciji zagrebačke ćelije KPH i Jakova Dugandžića, radnici ZET-a organizirali su obustavu prometovanja za 1. svibnja 1940. i na taj način obilježili Praznik rada. Policija je nakon toga uhitila mnoge aktiviste, među njima i Jakova, koji je bio sproveden u logor kod Koprivnice. Krajem 1940., vratio se u Zagreb, nastavio ilegalni rad i postao članom Rajonskog komiteta KPJ za Trešnjevku.
Okupacija Jugoslavije 1941. zatekla ga je u Zagrebu. I poslije toga je nastavio ilegalni rad. Radio je na povezivanju i učvršćenju organizacije KPJ i pripremama za oružani ustanak. Bio je jedna od veza preko koje su članovi KPJ odlazili iz okupiranog Zagreba na teren zbog sudjelovanja u oružanim akcijama. Tijekom odlaska na izvršenje partijskog zadatka, prepoznao ga je jedan ustaša u Frankopanskoj ulici i uhitio 30. rujna 1941. godine. U zatvoru je bio podvrgnut mučenju i zlostavljanju, ali ništa nije priznao. Poslije mučenja u Zagrebu, odveden je u koncentracijski logor Stara Gradiška, gdje je ubijen u listopadu 1941. godine.
Ukazom predsjednika FNRJ, Josipa Broza Tita, 29. studenog 1953. godine, proglašen je za narodnog heroja.